# Herbita cervina
Herbita cervina là một loài bướm đêm trong họ Geometridae.